# 무방비도시 (2008년 영화)
《무방비도시》는 2008년에 개봉한 대한민국의 영화이다.

## 캐스팅
- 김명민 : 조대영 역
- 손예진 : 백장미 역
- 김해숙 : 강만옥 역
- 손병호 : 오연수 역
- 윤유선 : 조수현 역
- 심지호 : 최성수 역
- 김병옥 : 홍기택 / 홍용택 역
- 지대한 : 김광섭 역
- 박길수 : 손용수 역
- 도기석 : 이원종 역
- 김준배 : 프랑켄 역
- 조상건 : 정연욱 역
- 박혁권 : 김선철 역
- 구성환 : 이 형사 역
- 이호영 : 윤 형사 역
- 염철호 : 쌍둥이파 안테나 역
- 조하석 : 명동파 안테나 역
- 신창수 : 차치기 조폭 역
- 서왕석 : 차치기 조폭 역
- 김명덕 : 차치기 조폭 역
- 김희수 : 어린 조대영 역
- 전하은 : 어린 조수현 역
- 김기천 : 친척 어른 역
- 김승기 : 일선경찰 역
- 유재명 : 감식반 역
- 모리 유키에 : 가지치기 일본녀역
- 요시무라 켄이치 : 일본남 1역
- 시오다 다사하루 : 일본남 2역
- 염혜란 : 푸대 여인 1역
- 박하윤 : 타투샵 여성1 역 (단역)
- 문형주 : 버스 1억녀 역
- 김정태 : 도범계장 역
- 이혜숙 : 송애순 역 (특별출연)
- 박성웅 : 홍형사 역 (특별출연)
- 박성민 : 테라지마 역 (특별출연)
- 이얼 : 광역수사대장 역 (특별출연)